# 김대한 (배우)
김대한(1992년 ~ )은 대한민국의 배우이다.

## 드라마
- (2021년) (tvN) 《마인》
- (2023년) (JTBC)《힘쎈여자 강남순》

## 영화
- (2018년) 《쎈놈들의 반란》 ... 1학년 1짱 김대한 역
- (2019년) 《내안의 그놈》 ... 사채업자 덩치 2 역
- (2019년) 《뺑반》 ... 재철수하 역
- (2019년) 《쎈놈》 ... 정민철 역
- (2019년) 《비스트》 ... 조선족 들개파 역
- (2019년) 《사자》 ... 그림자 역
- (2019년) 《타짜: 원 아이드 잭》 ... 압구정카지노 기도 역
- (2020년) 《갱》 ... 태 역
- (2020년) 《창은》 ... 덩치형 1 역
- (2020년) 《지푸라기라도 잡고 싶은 짐승들》 ... 두만 조직원 1 역
- (2020년) 《승리호》 ... 연구원 2 역
- (2020년) 《전설의 파이터》 ...
- (2020년) 《연기왕》 ... 마창수 역
- (2021년) 《불어라 검풍아》 ... 쌍절곤 역
- (2021년) 《귀신》 ... 승근 역
- (2021년) 《악에 바쳐》 ... 복도 사내 역
- (2022년) 《투란도트 어둠의 왕국》 ... 퐁 역
- (2022년) 《늑대사냥》 ... 장인구 역
- (2022년) 《사잇소리》 ... 덩치 1 역